# گشودگی ذهن
گشودگی ذهن یا ذهن باز (به انگلیسی: Open-mindedness) به معنای پذیرش ایده‌های جدید فارغ از تعصب و پیش‌فرض‌های ذهنی است. گشودگی ذهن همچنین با شیوهٔ برخورد با دیدگاه‌ها و دانش دیگران در ارتباط است. به عبارت دیگر به گفته دین تسوولد «باید دیگران برای بیان دیدگاه‌هایشان آزاد باشند و نظرات و دانش دیگران را به رسمیت بشناسند و درک کنند.» جیسون بائر یک فرد گشوده ذهن را به عنوان کسی که قادر است موقتاً عقاید و باورها و جهت‌گیری‌های شخصی خود را کنار بگذارد تا یک شنوایی عادلانه و بیطرفانه در مقابل جریان فکری مخالف داشته‌باشد معرفی می‌کند. و اما جک کوانگ، گشودگی ذهن و انعطاف‌پذیری را به عنوان «تمایل برای پذیرش دیدگاه جدید» تعریف می‌کند.
بر مبنای نظر وین ریگز، گشودگی ذهن از آگاهی ذاتی فرد از احتمال خطاپذیری باورهای شخصی سرچشمه می‌گیرد؛ از این رو فرد گشوده‌ذهن تمایل بیشتری به گوش دادن و تأمل کردن در مورد دیدگاه‌های مختلف دارد.
مقیاس‌ها و تعابیر متفاوتی برای اندازه‌گیری میزان گشودگی ذهن وجود دارد. بحث‌هایی مبنی بر اینکه در مدارس باید تأکید بیشتری بر روی گشودگی ذهن نسبت به فرضیه نسبیت در زمینه معرفی علوم صورت بگیرد در جریان است. به دلیل این‌که شیوه تفکر نسبیتی مورد پذیرش جامعه علمی نیست.
بر مبنای اعتقادات برتراند راسل، شیوه تفکر انتقادی پیش‌فرض نگرش، گشودگی ذهن است. همچنین نگرش انتقادی در برگیرنده چشم‌اندازی روشنفکرانه آمیخته با احترام به اعتقادات ما است.
گشودگی ذهن به‌طور کلی یک ویژگی شخصی مهم برای مشارکت مؤثر در تیم‌های مدیریت و دیگر گروه‌ها محسوب می‌شود؛ همچنین این ویژگی در فرهنگ‌های مختلف مورد استقبال و تشویق قرار می‌گیرد. به عقیده دیوید دیالالو، تعصب یا عدم تمایل به در نظر داشتن ایده‌های جدید، می‌تواند ناشی از عدم تمایل مغز به ماندن در ابهام باشد. بر مبنای شواهد مغز دارای یک رابطه «جستجو و حذف» با موارد مبهم و شواهد متناقض با باورهای پیشین است که باعث می‌شود آن‌ها در صورت مواجهه با موارد جدید و موهوم احساس آزردگی و ناراحتی کند. تحقیقات تأیید می‌کند افراد متعصب و مقاوم در برابر افکار و عقاید جدید، بیشتر در معرض تعارض‌ها و تناقض‌های شناختی هستند.

## برای مطالعهٔ بیشتر
- م.ج. FJ (1919). "درون ذهن باز"، نقد غیرمنطقی، جلد. XII، شماره ۲۳.